# Deutsches Pressemuseum im Ullsteinhaus

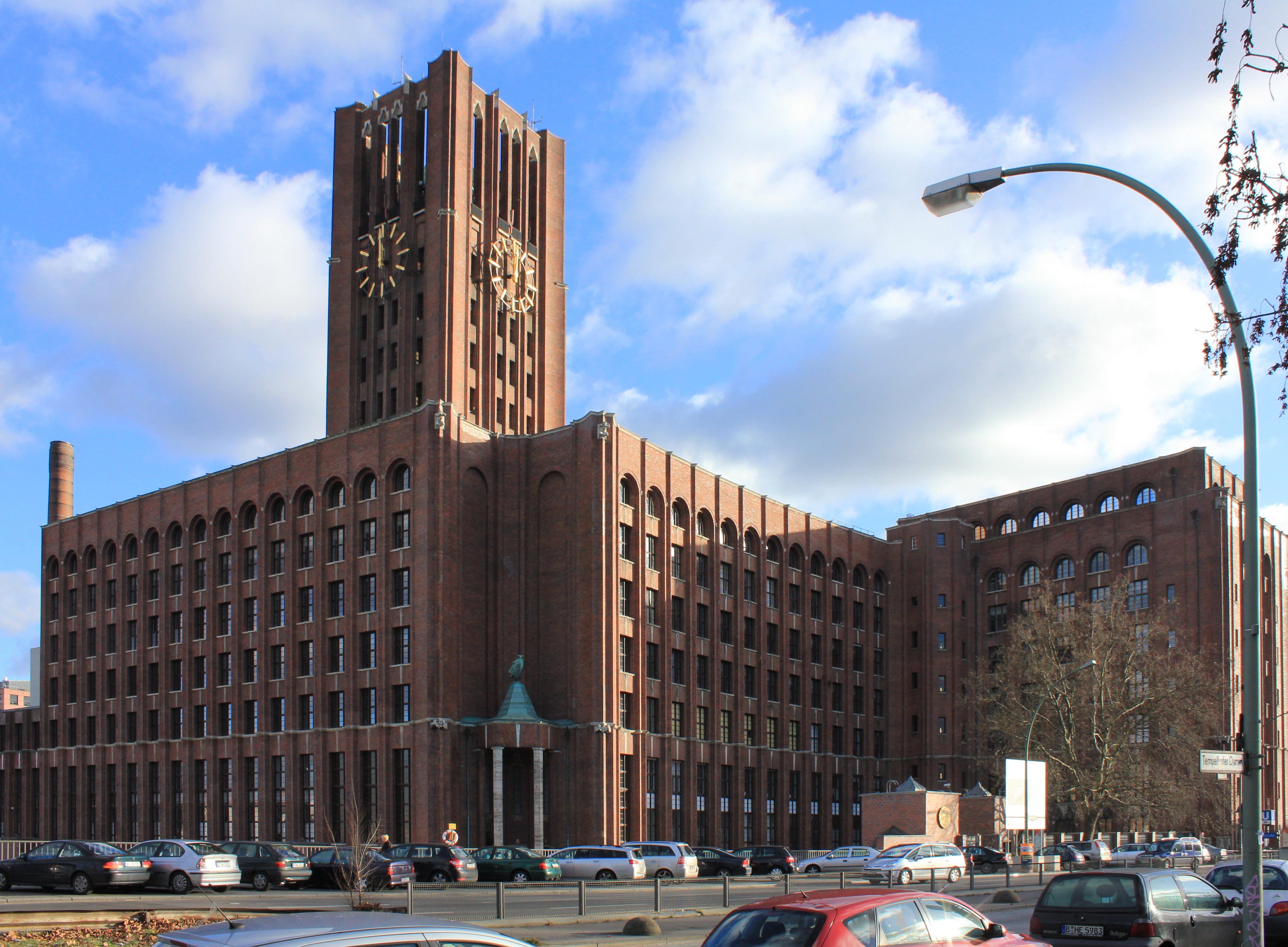
Ullsteinhaus am Mariendorfer Damm in Berlin-Tempelhof

Das Deutsche Pressemuseum im Ullsteinhaus ist ein Museum für Presse im Berliner Ortsteil Tempelhof. Es befindet sich auf rund 1000 m² im Ullsteinhaus, einem Baudenkmal des Backsteinexpressionismus aus den 1920er Jahren.
Das Museum beschreibt die Geschichte der Presse in Berlin, beginnend von den ersten Strukturen nationaler Presse im Deutschen Kaiserreich, über die Zeit des Nationalsozialismus bis in die Gegenwart. Dabei soll die „Rolle und der Wert von Journalismus als sogenannte ‚Vierte Gewalt‘ sowie der Rohstoff des Journalismus – die Nachricht und ihre Entstehungsbedingungen“ dargestellt werden. Gezeigt wird die Sammlung „Kiosk“ des Fotografen Robert Lebeck, die rund 30.000 Exponate aus den Jahren 1893–1973 umfasst. Geplant ist, eine interdisziplinäre Forschungsstelle einzurichten, um diese Sammlung zu erschließen. Das Joint-Venture-Projekt soll von der Arbeitsstelle für Kommunikationsgeschichte und interkulturelle Publizistik (AKiP) der Freien Universität Berlin sowie vom Lehrstuhl Sozial- und Wirtschaftsgeschichte der Humboldt-Universität unterstützt werden. Im Jahr 2013 nahm das Museum am Themenjahr „1933 – Zerstörte Vielfalt“ des Deutschen Historischen Museums teil.
Träger des Museums ist der Förderverein Deutsches Pressemuseum im Ullsteinhaus e. V. (gegründet 2011) unter dem Vorsitz von Holger Wettingfeld. Zu den Freunden und Förderern gehören beispielsweise das Museum für Kommunikation Berlin, die Topographie des Terrors, das Archiv Robert Lebeck und die Deutsche Presseakademie. Das PR-Konzept von Gloria Pfaue zur Einführung des Museums wurde 2012 von der Deutschen Public Relations Gesellschaft und dem F.A.Z.-Institut mit dem Preis „Beste Gesamtleistung der PZOK-Absolventen“ ausgezeichnet.